# Retz-Gajary kultura
Retz-Gajary kultura je eneolitička kultura koja se razvija u vrijeme kasnije lasinjske kulture (3500. godine pr. Kr.), a rasprostranjena je u dvije regionalne varijante od Erdelja u Rumunjskoj, preko Mađarske, Slovačke, Austrije i kontinentalne Hrvatske. Ime je dobila po dva lokaliteta u Slovačkoj i Austriji, karakteristična za tu kulturu. 
Na tlu Hrvatske postoje dvije varijante ove kulture: Višnjica tip (prema lokalitetu Velika pećina kod Višnjice u Hrvatskom zagorju), gdje je zastupljenije ukrašavanje keramike tehnikom brazdastog urezivanja (Furchenstich) i Kevderc-Hrnjevac tip (Slavonija), gdje prevladavaju ornamenti poput trokuta i šahovnice.
Stanovništvo kulture Retz-Gajary vrlo je pokretljivo, stočarsko, i često se naseljava u blizini naselja drugih kultura. 